# Европска либерална омладина
Европска либерална омладина - Млади либерали Европе, ЛИМЕЦ (енгл. European Liberal Youth, LYMEC) је међународна организација либералних омладинских организација- углавном су то политички подмлатци чланова Савез либерала и демократа за Европу, АЛДЕ, али они окупљају и либералне подмлатке из европских држава које нису чланице ЕУ.
Они су пуноправни чланови у Европском омладинском форуму, који дјелује у оквиру Савјета Европе и Европске уније и блиско сарађује са оба ова тијела.
ЛИМЕЦ је и званична омладинска организација Савеза либерала и демократа за Европу (АЛДЕ партије), а има и посебно право гласа у статутарним органима АЛДЕ странке.

## Руководство
Биро Европске либералне омладине (2014—2016)
- Ведрана Гујић (председник)
- Сиссел Квист (потпредседник)
- Даница Вихинен(благајник)
- Игор Калдеира (генерални секретар)
- Тимо Роелевелд (шеф тима за политику)
- Јелена Јесајана (шеф тима за кампанје)
- Свења Хан (шеф тима за штампу)
- Маркус Илимаа (шеф тима за тренинге и семинаре)

## Партије чланице
Шаблон:Liberalism sidebar
| Организација                                                                                     | Држава               | Партија            | Врста      | Статус          |
| ------------------------------------------------------------------------------------------------ | -------------------- | ------------------ | ---------- | --------------- |
| Млади Либерали Андоре (Joventut Liberal d'Andorra, JLA)                                          | Андора               | PLA                | Омладина   | Члан            |
| Млади Јерменског националног покрета (ANMYA)                                                     | Јерменија            | ANM                | Омладина   | Члан            |
| Млади Либерали Аустрије (Junge Liberale Österreich, JuLis)                                       | Аустрија             | Neos               | Омладина   | Члан            |
| Омладинска организација партије Мусават                                                          | Азербејџан           | Musavat            | Омладина   | Придружени члан |
| Грађански форум (Gramadzianski Forum)                                                            | Белорусија           | PFP (formerly UCP) | Омладина   | Члан            |
| фламанска асоцијација либералних студената (Liberaal Vlaams Studenten Verbond, LVSV)             | Белгија (Flanders)   | —                  | Студентска | Члан            |
| Млади фламанске либерално-демократске партије (Jong VLD)                                         | Белгија (Flanders)   | VLD                | Омладина   | Члан            |
| Савез либералних студената Балоније (Fédération des Etudiants Libéraux, FEL)                     | Белгија (Wallonia)   | —                  | Студентска | Члан            |
| Млади валонског реформаторског покрета (Jeunes du MR)                                            | Белгија (Wallonia)   | MR                 | Омладина   | Члан            |
| Млади либерали Босне и Херцеговине (Mladi Liberali Bosne i Hercegovine, MLBiH)                   | Босна и Херцеговина  | —                  | Омладина   | Члан            |
| Либерална омладина националног покрета Симеона Другог                                            | Бугарска             | NDSV               | Омладина   | Члан            |
| Либерална омладина националног покрета за стабилност и напредак                                  | Бугарска             | NDSV               | Омладина   | Придружени члан |
| Млади покрета за право и слободу (YMRF, Mladejko dvijeni za prav i svobodi)                      | Бугарска             | DPS                | Омладина   | Члан            |
| Млади хрватски либерали, МХЛ (Mladi hrvatski liberali, MHL)                                      | Хрватска             | HSLS               | Омладина   | Члан            |
| Млади Хрватске народне странке ХНС (Mladi Hrvatske Narodne Stranke - Liberalni Demokrati, mHNS)  | Хрватска             | HNS                | Омладина   | Члан            |
| Истарска демократска омладина (IDY)                                                              | Хрватска (Istria)    | IDS                | Омладина   | Члан            |
| Социјал-либерална омладина Данске (Radikal Ungdom, RU)                                           | Данска               | RV                 | Омладина   | Члан            |
| Млади данске либералне партије Бенстре (VU)                                                      | Данска               | V                  | Омладина   | Члан            |
| Млади естоснек партије центра (Eesti Keskerakonna Noortekogu, YAECP)                             | Естонија             | K                  | Омладина   | Члан            |
| Млади естонске реформистичке партије (ERPY)                                                      | Естонија             | RE                 | Омладина   | Члан            |
| Студентска организација финске партије центра (Keskustan Opikselijaliitto, KOL)                  | Финска               | KESK               | Студентска | Члан            |
| Млади финске партије центра (Suomen Keskustanuoret, FCY)                                         | Финска               | KESK               | Омладина   | Члан            |
| Омладинска шведске народне партије Финске (Svensk Ungdom, SU)                                    | Финска               | SFP                | Омладина   | Члан            |
| Млади радикалне партије лијевог центра                                                           | Француска            | RG                 | Омладина   | Друго           |
| Млади републиканци (Грузија)                                                                     | Грузија              | RP                 | Омладина   | Придружени члан |
| Федерално удруженје либералних студентских група (Bundesverband Liberaler Hochschulgruppen, LHG) | Њемачка              | FDP                | Студентска | Члан            |
| Млади либерали Нјемачке (Junge Liberale, JuLis)                                                  | Њемачка              | FDP                | Омладина   | Члан            |
| Млади либерали Гибралтара (GLY)                                                                  | Гибралтар            | GLP                | Омладина   | Члан            |
| Млади републиканске партије Ирске, Фиана фаил                                                    | Ирска                | FF                 | Омладина   | Члан            |
| Млади партије Италија вриједности (Giovani dell'Italia dei Valori, GIV)                          | Италија              | IdV                | Омладина   | Члан            |
| Италијански млади либерали (Gioventù Liberale Italiana, GLI)                                     | Италија              | PLI                | Омладина   | Члан            |
| Млади либерали Литваније (Lietuvos Liberalus Jaunimas, LLJ)                                      | Литванија            | —                  | Омладина   | Члан            |
| Либерална унија центра (Jaunųjų liberalcentristų aljansas, JLA)                                  | Литванија            | LiCS               | Омладина   | Апликант        |
| Либерално демократска омладина Македоније (Liberalno-Demokratska Mladina, LiDeM)                 | Северна Македонија   | LDP                | Омладина   | Члан            |
| Млади либерали Црне Горе (Mladi Liberali Crne Gore, MLCG)                                        | Црна Гора            | LPCG               | Омладина   | Придружени члан |
| Млади Либералне партије Молдавије                                                                | Молдавија            | PL                 | Омладина   | Друго           |
| Млади демократи, Д66 (Jonge Democraten, JD)                                                      | Холандија            | D66                | Омладина   | Члан            |
| Млади за слободу и демократију, ВВД(Jongeren Organisatie Vrijheid & Democratie, JOVD)            | Холандија            | VVD                | Омладина   | Члан            |
| Млади либерали Норвешке (Norges Unge Venstre, NUV)                                               | Норвешка             | V                  | Омладина   | Члан            |
| Норвешки либерални студенти (Norges Liberale Studentforbund, NLSF)                               | Норвешка             | V                  | Студентска | Посматрачи      |
| Пројект: Пољско удруженје (Stowarzyszenie Projekt: Polska, P:P)                                  | Пољска               | —                  | Омладина   | Члан            |
| Клуб либералних студената Румуније (Cluburile Studenţeşti Liberale, CSL)                         | Румунија             | PNL                | Студентска | Члан            |
| Млади либерали Румуније (Tineretul National Liberal, TNL)                                        | Румунија             | PNL                | Омладина   | Члан            |
| Млади Либерално-деморкатске партије ЛДП (mLDP)                                                   | Србија               | LDP                | Омладина   | Члан            |
| Млади либерали Словачке (Mladi Liberali)                                                         | Словачка             | —                  | Омладина   | Члан            |
| Млада Либерална демократија Словеније (Mlada Liberalna Demokracija, MLD)                         | Словенија            | LDS                | Омладина   | Члан            |
| Млади социјал-либералне партије Зарес (Zares aktivni )                                           | Словенија            | Zares              | Омладина   | Члан            |
| Млади националисти Каталоније (Joventut Nacionalista de Catalunya, JNC)                          | Шпанија (Catalonia)  | CDC                | Омладина   | Члан            |
| Студентска организација Партије центра Шведске (Centerstudenter, CS)                             | Шведска              | C                  | Студентска | Члан            |
| Млади Партије центра Шведске (Centerpartiets ungdomsförbund, CUF)                                | Шведска              | C                  | Омладина   | Члан            |
| Млади либерали Шведске (Liberala ungdomsförbundet, LUF)                                          | Шведска              | FP                 | Омладина   | Члан            |
| Млади либерали Швајцарске (Jungfreisinnige Schweiz, JFS)                                         | Швајцарска           | FDP                | Омладина   | Члан            |
| Европска омладина Украјине (Європейська молодь України, EMU)                                     | Украјина             | —                  | Омладина   | Члан            |
| Млади либерали Велике Британије                                                                  | Уједињено Краљевство | LD                 | Омладина   | Члан            |